# David Luscombe
David Edward Luscombe (* 22. Juli 1938; † 30. August 2021 in Sheffield) war ein britischer Historiker. Luscombe lehrte als Professor für mittelalterliche Geschichte an der University of Sheffield von 1973 bis 2003.

## Leben und Werk
David Luscombe besuchte in den vierziger und fünfziger Jahren die Schule in London. Von 1956 bis 1964 war er Student und wissenschaftlicher Mitarbeiter (Research fellow) am King’s College Cambridge. Er legte 1959 seinen Bachelor an der University of Cambridge ab. Er war ein akademischer Schüler von David Knowles. In Cambridge wurde er promoviert (Ph.D.) mit einer Arbeit über Petrus Abaelardus in der Entwicklung des theologischen Denkens der Frühscholastik. Von 1964 bis 1972 war er Fellow und Studienleiter (director of studies) am Churchill College. An der University of Sheffield lehrte er von 1973 bis zu seiner Emeritierung 2003 als Professor für mittelalterliche Geschichte. Von 1995 bis 2000 war er Leverhulme Personal Research Professor für mittelalterliche Geschichte. Er hatte Forschungsaufenthalte an der University of Connecticut (1993) und am Oxforder All Souls College (1994). Er ist Mitglied der Royal Historical Society in London, Fellow der Society of Actuaries und wurde in die British Academy aufgenommen. Für die British Academy war er von 1991 bis 1997 als Publications Secretary (Sekretär für Veröffentlichungen) tätig. Er war von 1997 bis 2002 Präsident der International Society for the Study of Medieval Philosophy (SIEPM). Er hatte einen Doctor of Literature (LittD) der University of Cambridge. Ihm wurde die Ehrendoktorwürde der University of Sheffield verliehen (LittD honoris causa).
Luscombe war einer der Herausgeber des renommierten britischen Handbuchs The New Cambridge Medieval History von 1024 bis 1198. Er erforschte eingehend über viele Jahrzehnte Abaelards Werk. Ausgangspunkt war seine Dissertation The School of Peter Abelard. Er gab mehrere von Abaelards theologischen Schriften kritisch heraus. Seine 2013 erschienene Edition der Briefe Abaelards und Heloises wurde von Frank Rexroth als „Meilenstein der Abaelardforschung“ gewürdigt. Dabei berücksichtigte er 16 erhaltene Handschriften des Briefwechsels, wobei zwei Handschriften aus dem 14. Jahrhundert erstmals von ihm berücksichtigt worden. Die Edition wurde 2014 mit der British Academy Medal gewürdigt. Bis dahin war die Forschung beim Textkorpus auf verschiedene Editionen der 1950er Jahre angewiesen. Luscombe veröffentlichte zahlreiche Einzeluntersuchungen zur Dionysius-Rezeption des Mittelalters. Er legte 2011 mit David Hey und Lisa Liddy eine Edition eines Kopialbuchs (Cartulary) aus dem Prämonstratenserstift Beauchief in Sheffield vor.
Er heiratete 1960. Aus der Ehe gingen drei Söhne und eine Tochter hervor.

## Schriften
Ein Schriftenverzeichnis erschien in: Edmund King, Joseph Canning, Martail Staub: Knowledge, Discipline and Power in the Middle Ages. Essays in Honour of David Luscombe (= Studien und Texte zur Geistesgeschichte des Mittelalters. Bd. 106). Brill, Leiden 2011 ISBN 978-90-04-20434-8, S. 255 ff.
Monographien
- The school of Peter Abelard. The influence of Abelard’s thought in the early scholastic period (= Cambridge studies in medieval life and thought. N.S., 14). London : Cambridge University Press, London 1969, ISBN 0-521-07337-5.
- Medieval thought (= A history of Western philosophy. Bd. 2). Oxford University Press, Oxford 1997, ISBN 0-19-289179-0.

Herausgeberschaften
- mit Jonathan Riley-Smith: The New Cambridge Medieval History. Bd. IV c. 1024 – c. 1198. Part I, Cambridge University Press, Cambridge 2004, ISBN 978-0-521-41410-4.
- mit Jonathan Riley-Smith: The New Cambridge Medieval History. Bd. IV c. 1024 – c. 1198. Part II, Cambridge University Press, Cambridge 2004, ISBN 978-0-521-41411-1.

Edition
- Peter Abelard’s Ethics. Aan edition with introduction. Clarendon Press, Oxford 1971, ISBN 0-19-822217-3.
- mit David Hey, Lisa Liddy (Hrsg.): A Monastic Community in Local Society. The Beauchief Abbey Cartulary (= Camden Fifth Series. Bd. 40). Cambridge University Press, Cambridge 2011, ISBN 978-1-107-01646-0.
- The Letter Collection of Abelard and Heloise. Übersetzt ins Englische von Betty Radic. Clarendon Press, Oxford 2013, ISBN 0-19-822248-3.